# Michel-Claude Touchard
Pour les articles homonymes, voir Touchard.
 (octobre 2012).
Michel-Claude Touchard est un historien, et traducteur français.
Né  le 23/02/1926
Décédé le 21/11/2000

## Publications

### Ouvrages
- 1970 : Les pyramides et leurs mystères : par Michel-Claude Touchard - Gérard & Co,
- 1970 : Michel-Claude Touchard, Les pyramides et leurs mystères, Paris, Gérard & Company, 1970
- 1972 : L'archéologie Mystérieuse: Voyage à travers les découvertes, les hypothèses et les rêveries de l'archéologie romantique : par Michel-Claude Touchard, Guy Barthelemy; Hardcover, Éditions Retz,  (ISBN 272560060X) (2-7256-0060-X)
- 1972 : Nostradamus : par Michel-Claude Touchard - Culture, art, loisirs,
- 1974 : Les Voyages de Bougainville : par Michel-Claude Touchard - Hardcover, Éditions du Pacifique,  (ISBN 2226000240) (2-226-00024-0)
- 1974 : Michel-Claude Touchard,Bernard Hermann, Michel Folco, Tahiti Tiurai : les fêtes de juillet, Paris, Ed. du Pacifique, 1974
- 1987 : Michel-Claude Touchard, La Route des épices, Paris, Bordas, 1987.
- 1990 : L'aventure du rhum : par Michel-Claude Touchard - Hardcover, Bordas,  (ISBN 2040129944) (2-04-012994-4)

### Traductions
- 1986 : John Dunmore (trad. Michel-Claude Touchard), La Pérouse : Explorateur du Pacifique, Payot, coll. « Bibliothèque historique », septembre 1986, 312 p. (ISBN 978-2-228-14060-7)
- 2001 : Alberto Manguel et Gianni Guadalupi (trad. Michel-Claude Touchard, Patrick Reumaux et Olivier Touchard), Dictionnaire des lieux imaginaires, Actes Sud, coll. « Babel » (no 471), mars 2001, 672 p. (ISBN 978-2-7427-3179-4, présentation en ligne)